# سالاوات، روسیه
شهر سالاوات، روسیه (به روسی: Салават) در کشور روسیه و در جمهوری باشقیرستان واقع شده‌است.